# Volodymyr Chtcherban
Volodymyr Petrovych Chtcherban (en ukrainien : Володимир Петрович Щербань ; né le 26 janvier 1950) est un homme politique ukrainien et gouverneur de plusieurs régions d'Ukraine.

## Biographie
Né dans la ville de Kypoutche, dans le raïon de Perevalsk (Oblast de Louhansk) le 26 janvier 1950, il est élu au conseil municipal de Donetsk en 1990. De 1992 à 1994, il est adjoint au maire de Donetsk et, de 1994 à 1996, président du conseil de l'oblast de Donetsk. Il est également élu à la Verkhovna Rada de la circonscription électorale de Budyonnivsky N107 (oblast de Donetsk). Il est député du peuple ukrainien lors de la deuxième convocation jusqu'en 1998. Dans le même temps, de 1995 à 1996, il est nommé gouverneur de l'oblast de Donetsk et a été gouverneur par intérim de l'oblast de Soumy de 1994 à 1996.
En tant que membre du Parti libéral d'Ukraine (LPU), il est réélu dans la circonscription électorale N41 de la région de Donetsk en 1998, rejoignant le groupe parlementaire des Indépendants. En mars 1999, il est nommé gouverneur de l'oblast de Soumy, poste qu'il a occupé jusqu'en 2002. En septembre 1999, il démissionne de son poste de député. En 2002, il est de nouveau élu au parlement en tant que membre de la LPU au sein du bloc électoral Notre Ukraine N44 sur une liste du parti. En juin 2003, il démissionne de son poste de député et est nommé une fois de plus gouverneur de l'oblast de Soumy.
Après la révolution orange au début de l'année 2005, Volodymyr Chtcherban quitte l'Ukraine pour les États-Unis et se retrouve à Orlando puis à Boca Raton, en Floride. En Ukraine, il est inculpé d'un certain nombre de crimes graves tels que l'abus d'un poste officiel, l'abus de pouvoir, l'extorsion, la fraude aux ressources financières, l'entrave à l'exercice des droits électoraux, parmi d'autres crimes. Malgré sa fuite, il est arrêté en octobre 2005 pour un visa expiré et est placé dans une prison d'immigration près de Miami, puis libéré sous caution de 2 millions de dollars.
Pendant son séjour en Floride, il est aussi pris dans une controverse en participant à une collecte de fonds pour le candidat au poste de gouverneur Charlie Crist organisée par Donald Trump, qui constituait une contribution illégale à la campagne,. À la demande des autorités ukrainiennes, il est extradé vers l'Ukraine. En novembre 2006, des représentants du bureau du procureur général d'Ukraine font arrêter Shcherban à l'aéroport international de Boryspil, mais après quelques jours, il a été autorisé à rentrer chez lui.

## Affaire de meurtre de 1996
Volodymyr et Yevhen Chtcherban étaient des partenaires commerciaux et politiques dans le passé. Cependant, Serhiy Vlasenko note qu'à l'automne 1996, il y a eu un conflit entre eux deux alors que Yevhen Chtcherban reconsidérait ses plans politiques et avait l'intention de s'aligner sur Ievhen Martchouk pour poursuivre d'autres objectifs politiques. Yevhen Chtcherban est assassiné. Vlasenko a également déclaré que deux jours après le meurtre, il y a eu un transfert de fonds de plus de 2 millions de dollars des comptes de la société américaine appartenant à Nadia Nikitina (épouse de Yevhen Chtcherban) vers les comptes de la société américaine appartenant à Artem Chtcherban (fils de Volodymyr Chtcherban).
Dans une interview avec un journaliste de Mirror Weekly le 22 septembre 1997, Yevhen Yevhovych Chtcherban (junior), peu après avoir survécu à une tentative de meurtre, déclare que ni l'ancien (Volodymyr Chtcherban) ni l'actuel gouverneur (Viktor Ianoukovytch) de l'oblast de Donetsk, ni le maire de Donetsk (Volodymyr Rybak) ne l'ont aidé, lui et son frère, après le meurtre de leur père.